# كلب مسعور (اختلال ضال)
«كلب مسعور» (بالإنجليزية: Rabid Dog)‏ هي الحلقة الثانية عشر للموسم الخامس من مسلسل إيه إم سي التلفزيوني الدرامي اختلال ضال. كتبها وأخرجها سام كاتلين، بُثَّت على إيه إم سي في 1 سبتمبر 2013.
بعد ماعلم جيسي بينكمان بأن والتر وايت هو من سمم الطفل بروك قرر أن ينتقم منه فهذب إلى منزل والتر وايت وبدأ يكب البنزين في كامل المنزل حتى أن جاء هانك شرايدر إلى المنزل وأوقف جيسي بينكمان وقال له أريد ان أتعاون معك لنمسك بوالتر
فذهب جيسي بينكمان مع هانك شرايدر إلى بيته وصور فيديو يعترف فيه بكل شيء
وبعد قليل إتصل والتر وايت وأخبر جيسي بينكمان بأنه سيلتقيه غدا فقلق جيسي بينكمان من أن يكون فخ ويقتله والتر وايت فأخبره هانك بأنه عليه الذهاب إليه .
وغدا ذهب جيسي بينكمان وكان معه هانك شرايدر ومساعده ستيف جوميز وكان جيسي بينكمان مزود بجهاز تنصت ليسمع هانك شرايدر ما يقوله والتر وايت
وعندما ذهب جيسي بينكمان إلى والتر وايت رأى شخص يشبه رجال العصابات فخاف وظن أنه شريك والتر وايت وجاء لقتله وذهب مسرعا ولم يلتقي بوالتر وايت
ولكن ذلك الشخص كان شخص طبيعي يتجول مع إبنته . وألتقى هانك بجيسي واخبره لماذا فعلت ذلك وكان غاضب منه كثير واخبره جيسي بما رآه وقال له بأنها توجد طريقة اخرى للنيل منه

## وصلات خارجية
- «كلب مسعور» على إيه إم سي (بالإنجليزية)
- «كلب مسعور» على قاعدة بيانات الأفلام على الإنترنت (بالإنجليزية)